# Meral Çetinkaya
Meral Çetinkaya (Bursa, 5. ožujka 1945.) turska je glumica rođena 1945. godine u Istanbulu u Turskoj. Najpoznatija je po ulozi Perdide Aksal u Tisuću i jednoj noći, te ulozi Münevver u Blaženstvu.

## Filmografija
- 2010. -  Kako vrijeme prolazi   - Hasife Akarsu
- 2009. - U tami - Gülseren
- 2007. - Blaženstvo - Münevver
- 2006 .- 2008. - Tisuću i jedna noć - Feride Aksal
- 2004. - Sotona je tajna - Beti
- 2001. - Vizontele - Nevin
- 1999. - Suđenje
- 1993. - Prolazi ljetne kiše
- 1991. - Gol
- 1990. - Dvoglavi gigant
- 1990. - Piano piano kid - Münevver
- 1989. - Naša
- 1989. - Ne daj te im da upucaju zmaja
- 1979. - Hazal